# Jacqueline Kim
Jacqueline Joan Kim (Detroit, 31 marzo 1965) è un'attrice statunitense.

## Biografia
Nata da genitori coreani, è la più giovane di tre figlie.

## Filmografia parziale

### Cinema
- Trauma, regia di Dario Argento (1993)
- Rivelazioni (Disclosure), regia di Barry Levinson (1994)
- Star Trek - Generazioni (Star Trek: Generations), regia di David Carson (1994)
- Vulcano - Los Angeles 1997 (Volcano), regia di Mick Jackson (1997)

### Televisione
- E.R. - Medici in prima linea (ER) – serie TV, 1 episodio (2000)
- West Wing - Tutti gli uomini del Presidente (The West Wing) - serie TV, episodio 2x19 (2001)